# ViVi (エディタ)
ViVi（ヴィヴィあるいはびび）は、Windows用テキストエディタである。viと互換性のあるコマンド操作をサポートしている点が特徴である。

## 概要
津田伸秀（つだのぶひで、N.Tsuda、びびすけ）によってリリースされたWindows用テキストエディタである。viユーザでもあった作者が1996年に開発を開始し、試用ユーザーの協力の下、2001年6月1日にバージョン1.0として正式リリースを迎えた。作者はViViの仕様を決定せず、ユーザーによる試用と、そのフィードバックに基づく頻繁なリリースによって機能決定と品質向上を図るという開発モデルを採用していたが、後に仕様・スケジュール等の開発に関わる全ての決定を作者が行う開発モデルに切り替えた。
この開発モデルに基づいて機能強化が続けられており、2013年現在、最新版4.01が公開されている。
2020年4月よりオープンソース版 ViViの本格的開発が開始されている。
作者は、ViViはviクローンではなく、あくまでvi機能をサポートするエディタだとしており、知的生産性を向上させるという目的を満たすための機能の一つがviコマンドサポートであるにすぎないという。実際、機能の割り当てを変更しているコマンド（u、U、Ctrl-Vなど）や、サポートされていないコマンド（shiftwidthなど）も一部存在する。多くのvi機能が1.x版の段階で実装されているが、ユーザーからの要望を取り入れる形で後のバージョンアップで取り入れられたものもある。

## 機能

### Viモード
前述の通り、ViViはviクローンではなく、あくまでviコマンドをサポートするエディタである。そのため、初期状態ではviコマンドは使用可能となっておらず、オプションによってviモードを有効化することで初めて使用可能となる。
なお、本作に関連して公式サイトでは、vi操作の学習に使えるお遊び情報をいくつか公開している。
viMasterは、vi操作の練習ソフトである。移動問題（カーソルを文書中の特定の場所に移動させる）と編集問題（画面左の編集領域を用いて、画面右の状態になるように編集する）が用意されている。いずれも最短ストロークかつ最速での移動や編集を目指すことで高段位が認定されるようになっている。また、問題ファイルを差し替えることで新しい問題に取り組むことも可能となっている。
詰めViViとは、ある編集を行う上での最小ストローク数およびその手順を求める問題のことで、いわゆる詰将棋や詰碁のViVi版である。
ViVi's boot campは、ViVi の機能を学習するための、Web回答タイプの3択問題集である。

### ViViScript
Windowsの主流テキストエディタにほぼ搭載されているスクリプト機能は、ViViにも搭載されており、ViViScriptと呼ばれている。他の主流テキストエディタでも同様であるが、ViViScriptでは高度な制御を行うことが可能となっており、実際、作者が以前作成したゲーム『イスカンダルのトーフ屋ゲーム』（Win32コンソールアプリケーション）は、ViViScriptに移植（作者版と、ViViユーザー版が公開）されており、ViVi上で遊ぶことが可能となっている。
言語仕様上はJavaScriptと互換性の高いものとなっている他、オブジェクト指向的要素も含まれている。また、viコマンド自体、短いキーストロークで多彩な編集が可能であるが、そのviコマンドを発行するviCommand()メソッドも用意されている。

### 開発支援機能
知的生産性を向上させるという目的のため、開発支援機能として、以下のような機能が設けられている。
- キーワード自動補完機能（型[9]、スコープ[10]等を考慮して補完）
- アウトライン解析（C、C++、Java）
- キーワード強調
- #if …… #ifdef コメントアウト行の色指定機能
- 定義位置へのジャンプ機能

## リリース
前述の「ユーザ中心開発モデル」を採用している関係上、非常に頻繁にリリースが行われる。そのため、全てのバージョンアップを記すと膨大なものとなる。ここでは、主要なバージョンアップ（メジャーバージョンアップや大きな改定が行なわれたバージョンアップ）のみを記載する。
| 日付          | バージョン | 備考                                                                    |
| ------------- | ---------- | ----------------------------------------------------------------------- |
|               | 0.8        | 初期の機能組み込みで用いられていたバージョン                            |
| 1998年8月21日 | 0.9.1      | 0.8.10をベースにアウトラインビューの実装方法を大きく変更したバージョン  |
| 2001年6月1日  | 1.0        | 正式リリース版                                                          |
|               | 2.0        | 60以上の機能を追加したメジャーバージョンアップ版                        |
|               | 3.x        | バイナリモード、CSVモード、Zen-Codingなどが実装されたバージョンアップ版 |
|               | 4.x        | 3.x版の内部文字コードをUTF-16に変更した版                               |